# نخل ققنوس
 نخل ققنوس (نام علمی: Phoenix roebelenii)، با نام‌های رایج نخل خرمای کوتوله، نخل خرمای کوتاه، نخل خرمای مینیاتوری یا نخل روبلینی، گونه‌ای از نخل خرما بومی جنوب شرقی آسیا، از جنوب غربی چین (استان یون‌نان)، شمال لائوس و شمال ویتنام است، (در استان دین بین، استان ها گیانگ، استان کائو بانگ، استان لانگ سون).
نام علمی لاتین roebelenii به افتخار گردآورنده ارکیده، کارل روبلن (۱۸۵۵-۱۹۲۷) گذاشته شده است.

## نگارخانه

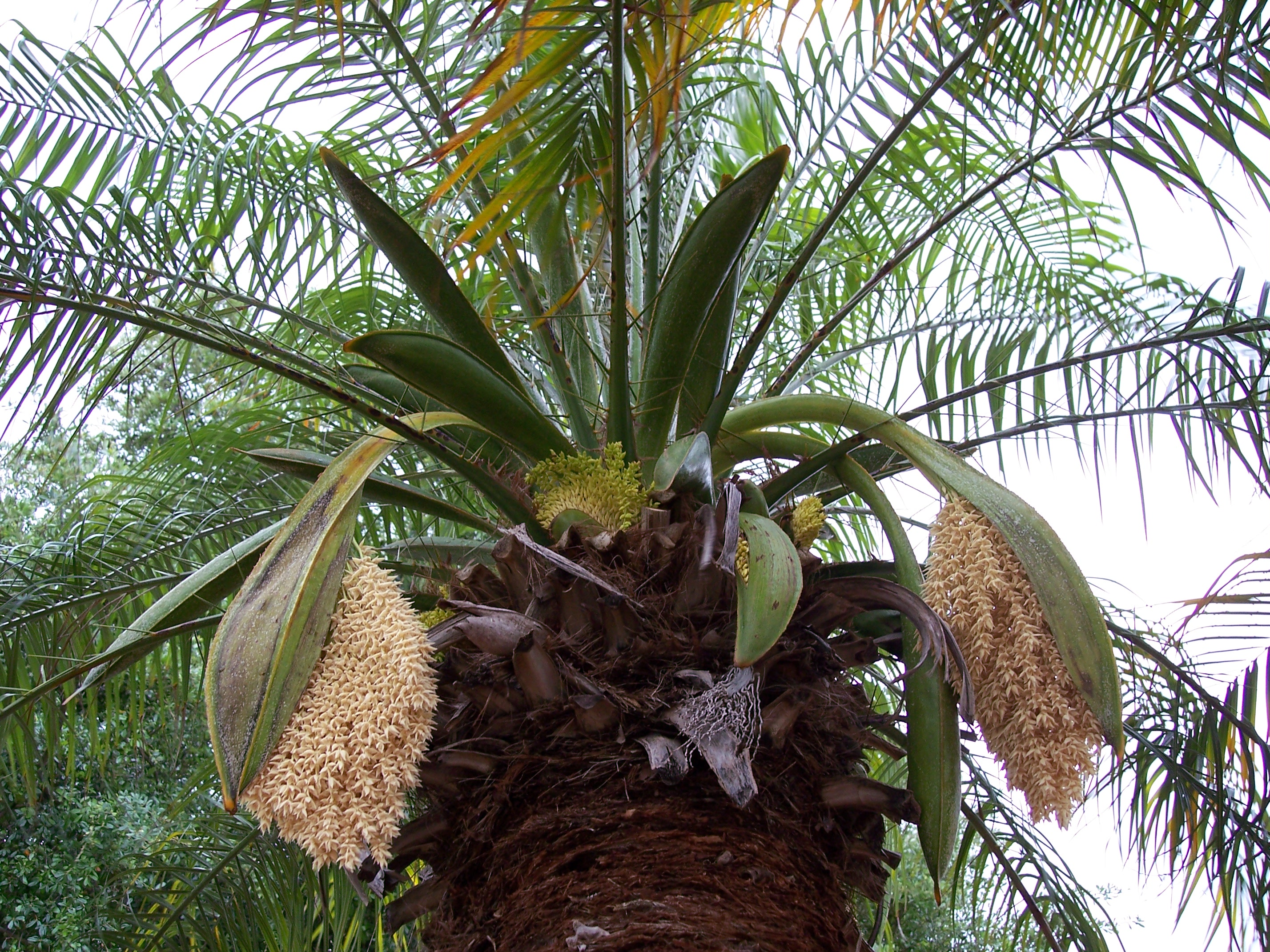
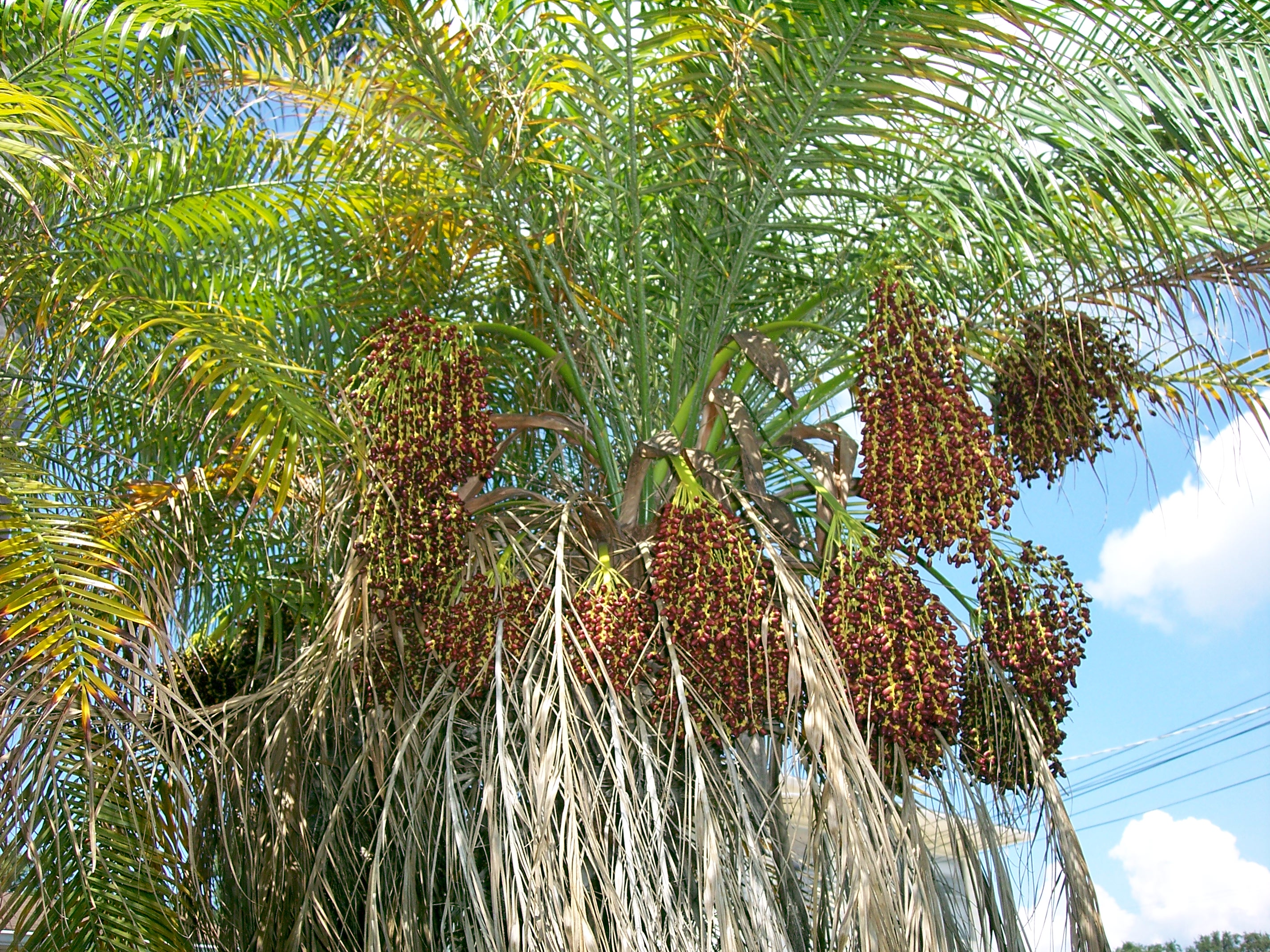
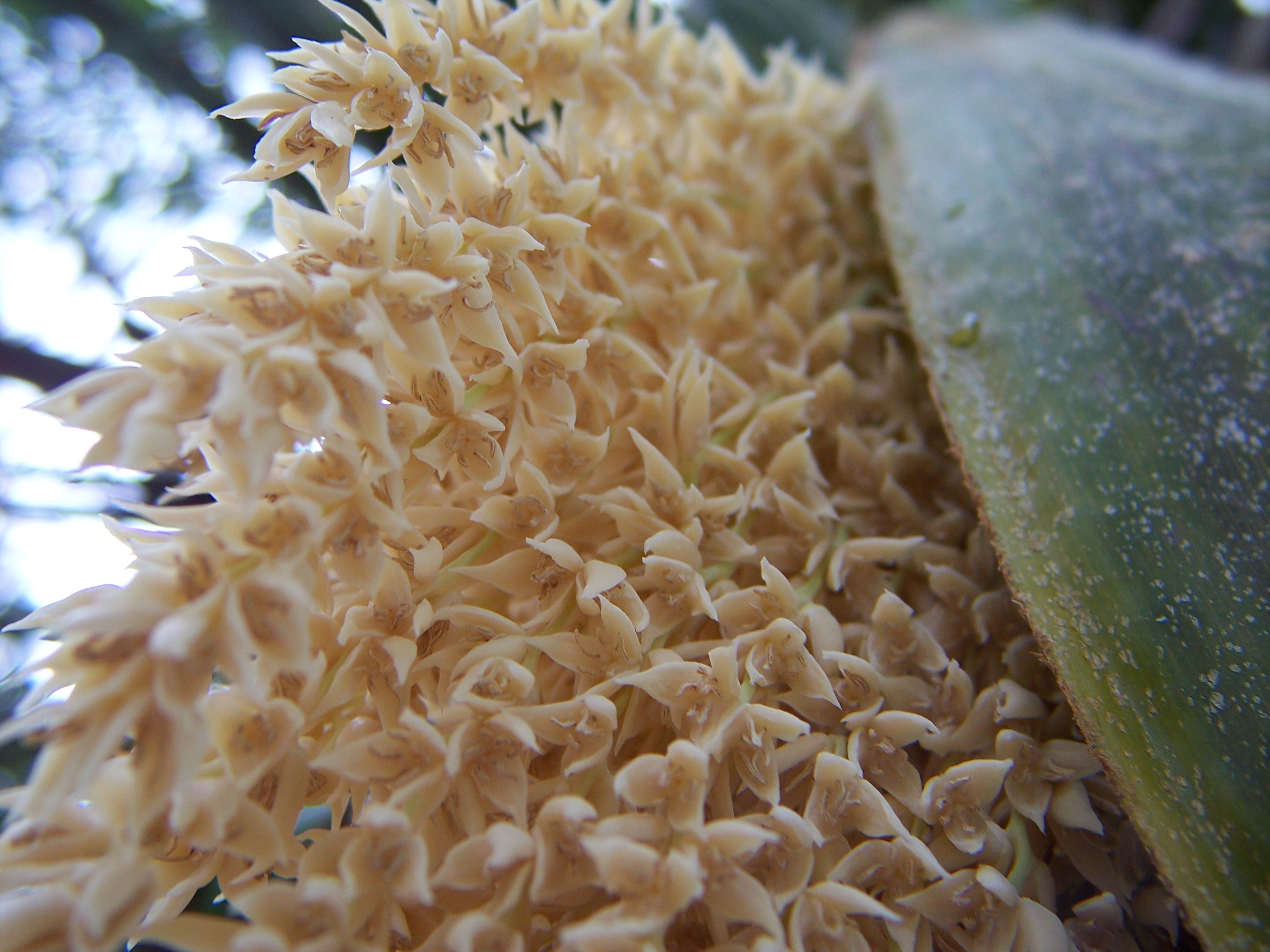